# G. Thomas Tanselle
George Thomas Tanselle, född 1934, är amerikan och en världsledande teoretiker inom filologi, textkritik och deskriptiv bibliografi, i samma tradition som W. W. Greg (1875-1959) och Fredson Bowers (1905-1991). Mest kända är kanske hans böcker A Rationale of Textual Criticism (1989) och Textual Criticism and Scholarly Editing (1990). Han är verksam inom The Bibliographical Society of the University of Virginia (BSUVA). Han var docent (adjunct professor) i engelsk och jämförande litteratur vid Columbia University. I nära tre årtionden var han knuten till John Simon Guggenheim Memorial Foundation som vice president och corporate secretary, där han i september 2006 efterträddes av André Bernard.

## Hänvisningar
1. ↑  Pressmeddelande Arkiverad 6 februari 2007 hämtat från the Wayback Machine., 3 augusti 2006